# Zonnebeke
Zonnebeke  är en kommun i Västflandern i Belgien.
Den består av fem ortsdelar Beselare, Geluveld, Passendale,  Zandvoorde och Zonnebeke.
Zonnebeke ingår i provinsen Västflandern, i regionen Flandern och i den nederländskspråkiga gemensamheten.

## Historia
Zonnebeke är känd för de strider under första världskriget.

## Personligheter
- Jan Theuninck, belgisk målare och poet.